# José Guadalupe Galván Galindo
José Guadalupe Galván Galindo (Cadereyta de Jiménez, Nuevo León, 21 de agosto de 1941 - Torreón, 16 de julho de 2022) foi um clérigo católico romano mexicano e bispo de Torreón.

## Carreira
Após completar sua formação teológica, José Guadalupe Galván Galindo foi ordenado sacerdote em 29 de junho de 1965 para a Arquidiocese de Monterrey.
Em 8 de julho de 1994, o Papa João Paulo II o nomeou Bispo de Ciudad Valles. O Núncio Apostólico no México, Dom Girolamo Prigione, o consagrou em 10 de agosto do mesmo ano; Os co-consagrantes foram o Arcebispo de Monterrey, cardeal Adolfo Antonio Suárez Rivera, e o Bispo Emérito de Ciudad Valles, Juvencio González Álvarez. 
Em 12 de outubro de 2000, João Paulo II o nomeou Bispo de Torreón. Em 9 de setembro de 2017, o Papa Francisco aceitou a renúncia de José Guadalupe Galván Galindo por motivos de idade.
Ele morreu em 16 de julho de 2022 aos 80 anos no Hospital Torreón.